# Essere o sembrare
Essere o sembrare è l'undicesimo album in studio della rockband italiana Litfiba, il terzo (ed ultimo) con Gianluigi Cavallo alla voce.

## Descrizione
È l'unico album della discografia della band fiorentina ad essere distribuito dalla Edel Music.
Il disco ha riscosso scarso successo dalla critica musicale e dal pubblico.
Due canzoni contenute in questo lavoro sono state scritte da Gianmarco Colzi, il batterista del gruppo.

## Tracce
1. La tela del ragno – 4:08 (testo: Cavallo, Colzi – musica: Cavallo, Renzulli, Colzi)
2. Sette vite – 3:23 (testo: Cavallo – musica: Cavallo, Renzulli, Colzi)
3. Stasera – 3:23 (testo: Cavallo – musica: Cavallo, Renzulli, Colzi)
4. Giorni di vento [1] – 4:07 (testo: Cavallo – musica: Cavallo, Renzulli, Colzi)
5. No mai – 3:48 (testo: Cavallo – musica: Cavallo, Renzulli, Colzi)
6. Alba e tempesta – 4:04 (testo: Cavallo – musica: Cavallo, Renzulli, Venier)
7. Prendere o lasciare – 4:08 (testo: Cavallo – musica: Cavallo, Renzulli, Colzi)
8. Mistery Train – 3:36 (testo: Cavallo – musica: Cavallo, Renzulli, Colzi)
9. Sottile ramo – 3:04 (testo: Colzi – musica: Cavallo, Renzulli, Colzi)

## Formazione
- Gianluigi Cavallo - voce, chitarra ritmica
- Ghigo Renzulli - chitarra solista
- Antonio Aiazzi - tastiere
- Gianluca Venier - basso
- Gianmarco Colzi - programmazione batteria, cori, voce addizionale in Sottile Ramo

## Singoli
1. Giorni Di Vento (promo)

## Produzione
Il disco è stato interamente registrato nello studio casalingo di Ghigo. Per le parti di batteria invece, sono state usate le stesse tracce dei provini, precedentemente programmate al computer da Colzi.

## Dal vivo
No mai, quinta traccia dell'album, era già nota come Essere o Sembrare, veniva suonata ai concerti già nel 2004. Prima dell'uscita dell'album, la band ha presentato tre delle nuove canzoni, in un concerto al Rolling Stone di Milano il 21 aprile 2005, in collaborazione con ROCK TV. La prima data del tour vero e proprio è quella del 19 luglio a Torrita Di Siena (SI) alla Festa Dell'Unità.

## Classifiche
| Classifica (2000) | Posizione massima |
| ----------------- | ----------------- |
| Italia            | 29                |